# Bolesława Starmach
Bolesława Starmach z domu Kawecka (ur. 26 września 1902 w Jaworznie, zm. 22 sierpnia 1965 w Krakowie) – polska botaniczka i mykolożka związana z krakowskimi uczelniami i szkołami średnimi.

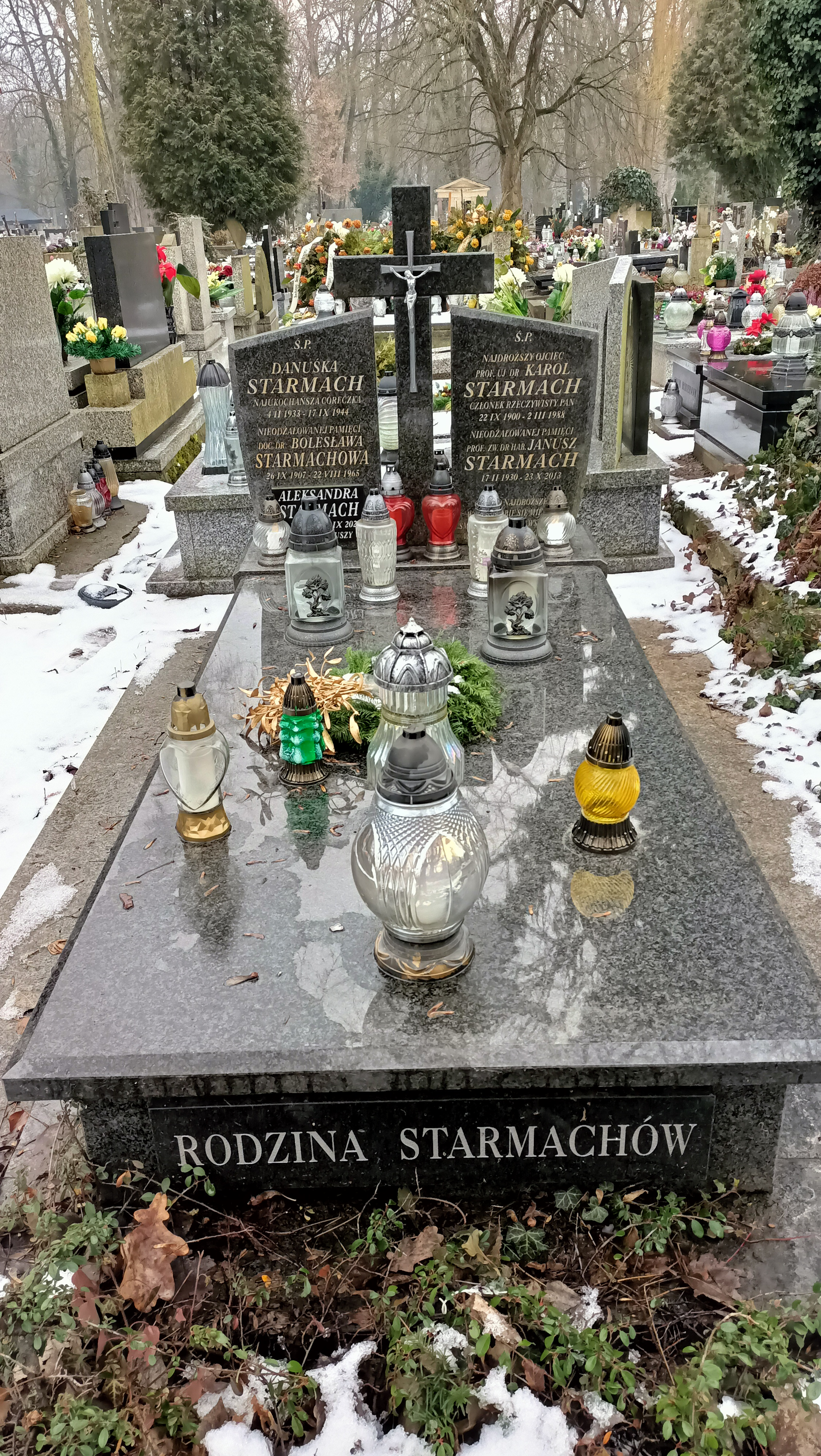
Grób rodziny Starmachów

## Życiorys
Pierwsze etapy nauki odbyła we Lwowie (szkoła powszechna, gimnazjum realne Zofii Strzałkowskiej), którą ze względu na przeprowadzkę rodziny ukończyła w Krakowie w I Państwowym Gimnazjum Żeńskim w 1920 roku, maturę zdała w roku 1921. W latach 1921–1925 studiowała biologię na Wydziale Filozoficznym Uniwersytetu Jagiellońskiego, będąc związana z pracownią Kazimierza Roupperta w Zakładzie Botaniki Wydziału Rolniczego UJ. Jednocześnie ukończyła Studium Pedagogiczne i pracowała w biurze. W 1927 r. pod opieką Władysława Szafera obroniła pracę doktorską z zakresu palinologii wiesiołków. Po obronie doktoratu pracowała przez pół roku jako nauczycielka w gimnazjum w Zbylitowskiej Górze, po czym wyszedłszy za mąż w lutym 1928 roku za Karola Starmacha, z którym studiowała i współpracowała na UJ, wróciła do Krakowa. Tam znalazła pracę w Zakładzie Botaniki Wydziału Rolniczego UJ. W 1933 roku zrezygnowała z pracy na uczelni, poświęcając się wychowaniu dzieci i samodzielnym badaniom naukowym nad grzybami pasożytniczymi (głowniami i śnieciami). W 1935 r. została członkinią Komisji Fizjograficznej PAU (podobnie jak wcześniej jej mąż).
W czasie okupacji niemieckiej uczestniczyła akcji tajnych kompletów dla uczniów szkół średnich. Korespondowała z niemieckim hydrobiologiem Augustem Thienemannem w sprawie męża uwięzionego po akcji Sonderaktion Krakau. W ramach okupacyjnej serii poradnikowej Radź sobie sam wydała książkę Sto potraw z ziemniaków. W czasie wojny utraciła jedno z dzieci – córkę, zmarłą na skutek zakażenia niemożliwego do wyleczenia w wojennych warunkach.
Po wojnie, wykorzystując znajomość z Teodorem Marchlewskim, biologiem związanym z komunistycznymi władzami, interweniowała w sprawie męża, uwięzionego w ramach represji stalinowskich. W latach 1945–1958 ponownie była nauczycielką w krakowskich szkołach średnich, kolejno: VII (według ówczesnej numeracji) Państwowym Liceum Ogólnokształcącym im. Adama Mickiewicza, VI (według ówczesnej numeracji) Państwowym Liceum Ogólnokształcącym im. Tadeusza Kościuszki i II Liceum im. Króla Jana III Sobieskiego. W 1957 r. została członkinią komisji programowej przy ministerstwie oświaty do spraw nauczania biologii. Od 1963 roku uczestniczyła w komisji programowej z tej samej dziedziny na poziomie wyższych szkół pedagogicznych.
Do pracy uczelnianej wróciła na UJ, gdzie – z racji doświadczenia dydaktycznego – w latach 1953–1957 prowadziła zajęcia z metodyki nauczania biologii. Od 1958 roku aż do śmierci pracowała w Katedrze Botaniki na Wydziale Geograficzno-Biologicznym Wyższej Szkoły Pedagogicznej. W 1963 roku Wydział Biologii i Nauk o Ziemi Uniwersytetu Jagiellońskiego przyznał jej stopień doktora habilitowanego (rozprawa habilitacyjna Grzyby pasożytnicze Tatr), a rok później stanowisko docenta.